# Incilius aucoinae
Espèce
Synonymes
- Bufo aucoinae O'Neill & Mendelson, 2004

Statut de conservation UICN

 LC  : Préoccupation mineure
Incilius aucoinae est une espèce d'amphibiens de la famille des Bufonidae.

## Répartition

Distribution

Cette espèce se rencontre entre 25 et 500 m d'altitude :
- dans l'ouest de la province du Chiriquí au Panamá ;
- dans le sud du Costa Rica.

## Description
Les mâles mesurent de 42,0 à 67,2 mm et les femelles de 50,5 à 95,0 mm.

## Étymologie
Cette espèce est nommée en l'honneur de Lisa Louise Aucoin.

## Publication originale
- O'Neill & Mendelson, 2004 : Taxonomy of Costa Rican Toads Referred to Bufo melanochlorus Cope, with the Description of a New Species. Journal of Herpetology, vol. 38, no 4, p. 487-494 (texte intégral).